# Bobby Solo
Bobby Solo, pseudonimo di Roberto Satti (Roma, 18 marzo 1945), è un cantautore e chitarrista italiano.

## Biografia
Nato a Roma in una famiglia originaria della Venezia Giulia, figlio di Bruno Satti, colonnello dell'Aeronautica che durante la guerra si era meritato due decorazioni al valore, e Maria Pettener, sin dall'adolescenza si interessa di musica, in particolare di rock'n'roll, diventando un fan di Elvis Presley, artista a cui si ispira nello stile e nel modo di cantare.
Impara a suonare la chitarra e compone le prime canzoni; all'inizio degli anni sessanta il padre, che, lasciata l'Aeronautica Militare, lavora come dirigente per Alitalia, viene trasferito da Fiumicino a Linate, e la famiglia si sposta per un breve periodo a Milano.
Qui conosce Vincenzo Micocci, che gli propone un contratto per la Dischi Ricordi e lo fa esordire nel 1963 con il primo 45 giri, contenente Ora che sei già una donna e Valeria. 
Il nome d'arte con cui è conosciuto è nato grazie a un'incomprensione. Il padre Bruno, infatti, gli vietò di utilizzare il cognome di famiglia per fare rock'n'roll, per cui Micocci propose a Roberto di adottare come nome d'arte "Bobby", diminutivo di Robert, cioè della versione inglese del suo nome di battesimo. Roberto, al momento di dichiarare il nome d'arte da adottare, disse "Bobby, solo Bobby" a una segretaria della casa discografica, la quale tuttavia fraintese, comprendendo che il nome scelto era "Bobby Solo", e da ciò nacque lo pseudonimo.
Nel 1964 partecipa al Festival di Sanremo, cantando in coppia con Frankie Laine il brano Una lacrima sul viso.
La canzone ha il testo di Mogol e la musica di Bobby Solo che però non la firma, non essendo ancora iscritto alla SIAE, per cui lascia la firma a Lunero (pseudonimo di Iller Pattacini); durante il Festival, Bobby ha un improvviso abbassamento di voce che gli impedisce di cantare in diretta; sicché canta in playback, uno dei primi casi, quando al Festival era assolutamente vietato.
Questo gli impedisce la vittoria a Sanremo (che otterrà l'anno successivo), ma Una lacrima sul viso diventa un grande successo.
Probabilmente l'esibizione in playback contribuisce notevolmente al successo del brano, tanto che ci furono voci che affermarono che fu tutta una trovata pubblicitaria per promuovere il disco e, allo stesso tempo, avere un audio "perfetto": il successo è non solo in Italia, dove arriva 1º in classifica per 8 settimane, ma in tutta Europa (superando, nelle vendite, la versione di Frankie Laine e ottenendo, in pochi mesi, il disco d'oro per il milione di copie vendute; alla fine ne otterrà addirittura due, poiché supererà i due milioni); ciò spinge la Dischi Ricordi a pubblicare il primo album, Bobby Solo, stampato anche all'estero (per l'occasione Una lacrima sul viso viene anche tradotta e cantata in diverse lingue).
Nello stesso anno Bobby esordisce nel mondo del cinema con Una lacrima sul viso, musicarello con Laura Efrikian e Nino Taranto in cui, oltre alla title track, interpreta altre canzoni tratte dal 33 giri.
Sempre nel 1964 vince anche la prima edizione del Festivalbar, con Credi a me.
Il 1965 gli porta la prima vittoria a Sanremo, con Se piangi se ridi, eseguita anche dai New Christy Minstrels: è una specie di "risarcimento" per il mancato trionfo dell'anno precedente; la canzone ripete il successo di Una lacrima sul viso, arrivando in 1ª posizione nella classifica dei singoli; nello stesso anno partecipa all'Eurovision Song Contest - tenutosi a Napoli, con lo stesso brano sanremese, classificandosi al 5º posto - e a Un disco per l'estate 1965 - con Quello sbagliato, canzone scritta da Alberto Testa e Flavio Carraresi, classificandosi al 6º posto, ma al 1º nella classifica di vendita dei singoli.
Torna al festival anche l'anno successivo, con Questa volta, che ottiene un successo decisamente inferiore; idem con Per far piangere un uomo (versione italiana di To make a big man cry di Tom Jones), presentata al Cantagiro 1966.

Bobby Solo al Cantagiro del 1967

Il successo torna con Non c'è più niente da fare: pubblicata nel dicembre 1966, entra in classifica l'anno dopo, anche grazie al fatto di essere scelta come sigla della trasmissione TuttoTotò; partecipa, con successo, al Cantagiro 1967; il brano sul retro, Serenella, è di Mogol e Carlo Donida (inciso anche dai Dik Dik e da Luigi Tenco, ma pubblicato solo nel 1986).
Le vendite di Non c'è più niente da fare oscurano quelle del disco successivo, Canta ragazzina, presentata nuovamente a Sanremo (in coppia con Connie Francis), poi incisa anche da Mina.
Tra gli altri suoi successi, da ricordare San Francisco (1967), versione italiana dell'omonimo brano cantato da Scott McKenzie; Siesta (con cui partecipa al Cantagiro 1968), Una granita di limone (1968), Domenica d'agosto (1969).
Nel 1969 nuova vittoria a Sanremo, abbinato a Iva Zanicchi, con Zingara, 1º in classifica di vendita, per due settimane; nello stesso anno partecipa alla realizzazione del programma televisivo La filibusta, interpretando un pirata.
Nel decennio successivo, pur continuando a incidere, il successo diminuisce, e Bobby Solo decide di aprire gli Studi Chantalain (contrazione del nome dei suoi figli Chantal e Alain), sulla via Aurelia, a Roma, dove, tra gli altri, Roberto Vecchioni incide, nel 1975, l'album Ipertensione (in cui Bobby Solo si occupa dei suoni, firmandosi con il suo vero nome); tra gli altri album registrati nel suo studio, Chiaro, di Loy & Altomare, in cui Bobby Solo canta nei cori della canzone Sangue freddo.
Ritorna al successo nel 1980 con Gelosia, con cui partecipa al Festival di Sanremo; successo replicato l'anno successivo, con Non posso perderti e, nel 1982, con Tu stai; la canzone presentata due anni dopo, Ancora ti vorrei, non incontra i favori del pubblico.

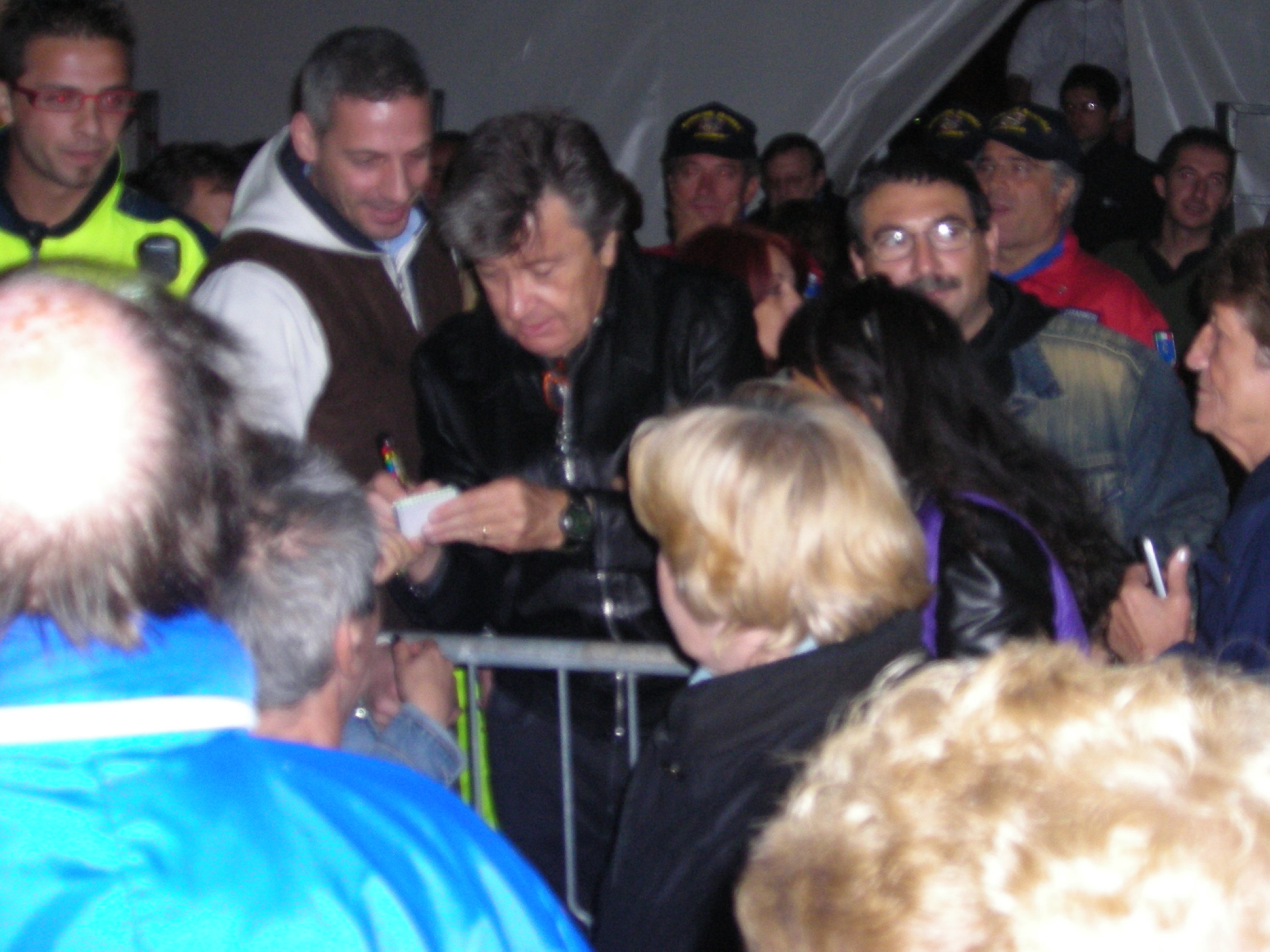
Bobby Solo firma autografi dopo il concerto a Nichelino del 28 settembre 2008

Negli anni ottanta, insieme a Rosanna Fratello e Little Tony, forma il supergruppo i Ro.Bo.T. (dalle loro iniziali) che riscuote un certo successo, grazie alla partecipazione a una trasmissione televisiva e alla pubblicazione di un album contenente brani presentati al Festival di Sanremo.
Bobby Solo ha avuto anche un notevole successo sui mercati scandinavi, tedesco, francese e spagnolo, con versioni in quelle lingue dei suoi successi. Particolarmente di rilievo la traduzione in finlandese di "Zingara" ("mustalainen").
Nel 1989 vince, con Una lacrima sul viso, la trasmissione musicale C'era una volta il festival.
Nel 1992 è interprete, con Rossana Casale, della colonna sonora della versione italiana di Eddy e la banda del sole luminoso (Rock-a-doodle), film animato di Don Bluth.
È del 1996 l'album autoprodotto XV° Round.
Nel 2003 torna al Festival di Sanremo con Non si cresce mai, in duetto con l'amico Little Tony; riprende l'attività dal vivo, in cui presenta, oltre ai suoi successi, anche molte cover di Elvis Presley, Little Richard, Chuck Berry e altri brani di rock'n'roll, come Be-Bop-A-Lula, Blue Suede Shoes, Tutti Frutti, Rip It Up.
Tra il 2001 e il 2006 registra cinque album con la casa discografica Azzurra Music: That's Amore (2001); Let's Swing (2003); Homemade Johnny Cash (2004); The Songs of John Lee Hooker (2005); Christmas with Bobby Solo (2006).
Collabora con i Marta sui tubi cantando nel brano Via Dante, singolo estratto dall'album C'è gente che deve dormire del 2005.
Il 10 aprile 2009 esce Easy Jazz Neapolitan Song (Sifare Edizioni Musicali), prodotto dal pianista e arrangiatore Francesco Digilio.
Nel 2º semestre 2009 esce un altro suo lavoro discografico, On the Road, CD promozionale che lo vede ritornare al genere rock and roll, con brani scritti in collaborazione con i bolognesi Andrea Raspolini, Andrea Zappoli e Luca Bongiorni, edito da ARIEL Edizioni Discografiche di Forlì.
Nel novembre 2011 esce l'album natalizio Bobby Christmas (Sifare Edizioni Musicali), arrangiato e prodotto da Francesco Digilio.
Il 9 settembre 2013 esce in digitale, per l'etichetta ThisPlay Music, il singolo Una Nuova Lacrima, brano rap, con la prima "partecipazione" discografica del piccolo Ryan.
Il 5 ottobre 2013 viene colto da un malore a Città di Castello; ricoverato in condizioni stabili, viene dimesso due giorni dopo.
Il 14 febbraio 2014 esce Muchacha, un EP di quattro tracce, dedicato al mondo della musica da ballo, prodotto ed edito da Montefeltro Edizioni Musicali, più il video-clip del cha cha cha Muchacha.
18 marzo 2015: Meravigliosa vita è il 37º album; celebra i suoi 70 anni di età e 50 di carriera; è pubblicato dalla Clodio Management S.r.l.s.; contiene 13 brani, dei quali 9 inediti (di cui 3 firmati da Mogol) e 4 riletture, in chiave blues, di suoi "classici": Se piangi se ridi, Non c'è più niente da fare, Una lacrima sul viso e Gelosia.
Nel 2016 partecipa a nove puntate del programma musicale MilleVoci di Gianni Turco dove esegue successi sempreverdi, rivisitazioni, alcuni inediti.
Nel 2017 pubblica Russian Ladies, cantata insieme a George Aaron.
Nel 2020 una canzone scritta da lui e Andrea Bellentani, cantata da Angelo Seretti, si piazza al primo posto della classifica Euro Indie Music. 
Nel 2022 incide la canzone "All in Better Times" scritta per lui da Korgy (pseudonimo del compositore e giornalista Giorgio Coslovich) presente in rete con un videoclip prodotto da VIDEORADIO.
Sempre nel 2022, esce in digitale il brano Tournée, scritto da Roberto Satti insieme a Carlo Zannetti e pubblicato da Videoradio.
La collaborazione artistica tra Bobby Solo e il ferrarese Carlo Zannetti, continua per tutto il 2023 con l'uscita di tre nuovi singoli pubblicati dall'etichetta discografica Videoradio:  Rubi il mio cuore, Indiano e  Mondo dove sei. 
Nel 2025 una sua canzone ''Zuccherè'' entra nel top 10 della classifica radio internazionale Euro Indie Music Chart. Il brano è interpretato da Angelo Seretti che ha pure scritto il testo in Inglese.

## Vita privata

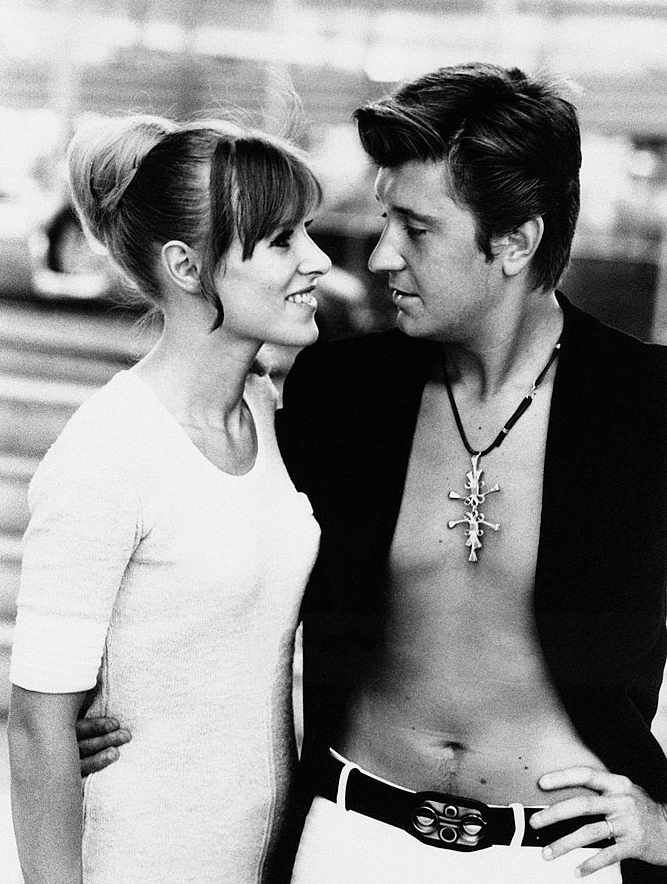
Bobby Solo e la moglie Sophie Teckel nel 1970

Nel dicembre 1967 sposò Sophie Teckel, ballerina francese. La coppia ebbe tre figli: Alain (1968), Chantal (1971), Muriel (1975).
La coppia divorziò nel 1991, evento dopo il quale Bobby riconobbe la figlia Veronica, nata il 16 marzo 1990 da una relazione con Mimma Foti.
Successivamente sposò Tracy Quade, hostess di origini coreano-statunitensi, con la quale ebbe un quinto figlio, Ryan (2013).

## Discografia

### Album

#### Album in studio
- 1964 - Bobby Solo (Dischi Ricordi, MRL 6040)
- 1965 - Il secondo LP di Bobby Solo (Dischi Ricordi, MRL 6045)
- 1966 - La Vie en rose (Dischi Ricordi, MRL 6051)
- 1966 - Le canzoni del West (Dischi Ricordi, MRL 6054)
- 1967 - San Francisco (Dischi Ricordi, MRP 9037)
- 1968 - SuperBobby (Dischi Ricordi, SMRL 6059)
- 1969 - Bobby folk (Dischi Ricordi, SMRL 6065)
- 1975 - Love (CGD, 69132)
- 1978 - Una lacrima sul viso (New Wave Disco) (EMI Italiana, 3C064-18361)
- 1978 - Crossongs (come Duty Free, EMI Italiana, 3C064-18315, ripubblicato nel 1979 come Rock'n'Roll)
- 1979 - Rock'n'Roll (EMI Italiana, 3C064-18390, riedizione di Crossongs del 1978)
- 1981 - Solo...Elvis (EMI Italiana, 3C064-18565)
- 1982 - Solo (EMI Italiana, 3C064-18582)
- 1983 - Special '83 (EMI Italiana, 64-1186011)
- 1986 - Solo...Elvis (Five Record, FM 13565)
- 1987 - Rose rosse (Five Record, FM 13581)
- 1991 - Rock Around the Rock (Pull, PL 12043)
- 1996 - XV° Round (Bobby Solo Records)
- 1995 - That's Amore (Azzurra Music, TBP 11064)
- 2003 - Lei balla sola (Studio Lead, led 511135 2)
- 2003 - Let's Swing (Azzurra Music, TRI 1071)
- 2004 - Homemade Johnny Cash (Azzurra Music, TBP11302)
- 2005 - Canzoni romane (Big Blue Records, TBP1555)
- 2005 - The Sons of John Lee Hooker (Azzurra Music, TPBJAB 103)
- 2006 - Christmas with Bobby Solo (Azzurra Music)
- 2006 - La Canzone del Pelotto (Warner Chappell Music Italiana)
- 2009 - Easy Jazz Neapolitan Song (Sifare Edizioni Musicali)
- 2011 - Bobby Christmas (Sifare Edizioni Musicali)
- 2014 - Muchacha (Montefeltro Edizioni Musicali)
- 2015 - Meravigliosa vita
- 2016 - Blues For Two (con Silvia Zaniboni)
- 2017 - Nuove canzoni italiane
- 2017 - Live in Sabbioneta (Azzurra Music)
- 2018 - Elvis Lives
- Quando io ti perderò
- Christmas Lounge Music

#### Raccolte
- 1967 - Tutti i successi di Bobby Solo (Dischi Ricordi, MRP 9027)
- 1969 - Il meglio di Bobby Solo (Dischi Ricordi, SMRP 9064)
- 1972 - I successi di Bobby Solo (Family, SFR-RI 621)
- 1977 - Bobby Solo 68 - 78 (CLS, 001)
- 1977 - Una lacrima sul viso
- 1982 - Profili Musicali (Profili Musicali, SRIC 010)
- 1990 - Una Lacrima Sul Viso E I Suoi Più Grandi Successi...
- 2006 - Il meglio di Bobby Solo (SAAR CD7518)
- 2003 – Non si cresce mai (Con Little Tony, Starpoint International, 0380522)

#### Album dal vivo
- 1995 - Al Roxy bar (Mercury, 528334-2)
- 2016 - Live In Sabbioneta

### EP
- 1964 - Una lacrima sul viso/Ora che sei già una donna/Blu è blu/Valeria (Dischi Ricordi ERL 211)
- 1965 - Se piangi, se ridi/Troppe volte/Cristina/Credi a me (Dischi Ricordi ERL 216)
- 1965 - La nostra vallata/Troverai/Non chiedermi nulla/Non cercare scuse (Dischi Ricordi ERL 219)
- 1966 - Per fare piangere un uomo/Luna del lunedì/La casa del Signore/In un mattino senza sole (Dischi Ricordi ERL 222)
- 2009 - On the Road (Ariel, CD 008)
- 2020 - Good in Blues vol.1

### Singoli
- 1963 - Ora che sei già una donna/Valeria (Dischi Ricordi, SRL 10330)
- 1963 - Blu è blu/Marrone (Dischi Ricordi, SRL 10336)
- 1964 - Una lacrima sul viso/Non ne posso più (Dischi Ricordi, SRL 10338)
- 1964 - Credi a me/Le cose che non ho (Dischi Ricordi, SRL 10350)
- 1964 - Cristina/In vita mia (Dischi Ricordi, SRL 10358)
- 1965 - Se piangi, se ridi/Sarò un illuso (Dischi Ricordi, SRL 10366)
- 1965 - Quello sbagliato/Lascio fare a te (Dischi Ricordi, SRL 10383)
- 1965 - La casa del Signore/Ringo dove vai? (Dischi Ricordi, SRL 10400)
- 1966 - Questa volta/In un mattino senza sole (Dischi Ricordi, SRL 10413)
- 1966 - Per far piangere un uomo/Luna del lunedì (Dischi Ricordi, SRL 10433)
- 1966 - Nevada Smith/Lady Chaplin (Dischi Ricordi, SRL 10435)
- 1966 - Non c'è più niente da fare/Serenella (Dischi Ricordi, SRL 10440)
- 1967 - Canta ragazzina/Verde (Dischi Ricordi, SRL 10450)
- 1967 - Peek a boo/Rosa Rosa (Dischi Ricordi, SRL 10466)
- 1967 - San Francisco/Peek a boo (Dischi Ricordi, SRL 10467)
- 1967 - Come sempre/Quando avevo 16 anni (Dischi Ricordi, SRL 10469)
- 1968 - Siesta/A presto, ciao... ti amo (Dischi Ricordi, SRL 10487)
- 1968 - Una granita di limone/Vaya con Dios (Dischi Ricordi, SRL 10505)
- 1968 - Amore mi manchi/La stessa serenata (Dischi Ricordi, SRL 10524)
- 1969 - Zingara/Piccola ragazza triste (Dischi Ricordi, SRL 10527)
- 1969 - Domenica d'agosto/Una donna che passò (Dischi Ricordi, SRL 10545)
- 1970 - Argento e blu/Jean (Dischi Ricordi, SRL 10575)
- 1970 - Romantico blues/Cosa farei se andasse via (Dischi Ricordi, SRL 10580)
- 1970 - Occhi di fuoco/Scale di velluto (Dischi Ricordi, SRL 10592)
- 1970 - Addio Angelina/La fiera del perdono (Dischi Ricordi, SRL 10604)
- 1970 - Ieri sì/Ed ora tocca a me (Dischi Ricordi, SRL 10611)
- 1971 - Un anno intero senza te/Rosa rosa (Dischi Ricordi, SRL 10639)
- 1971 - The village/Since you walked out from me (Dischi Ricordi, SRL 10658)
- 1972 - Rimpianto/Strega d'aprile (Dischi Ricordi, SRL 10665)
- 1975 - Prendimi/Bambino mio (CGD, CGD 3485)
- 1976 - Dolce/Lei non (Love, LV 2003)
- 1980 - Gelosia/Mia cara
- 1980 - Tu/Se dice que (CLS, MDF 026)
- 1980 - lucy Forse
- 1981 - Non posso perderti/Attenti al cuore attenti a lei
- 1982 - Tu stai/Prendi me
- 1983 - Straniero/Più di così
- 1984 - Ancora ti vorrei/Chi l'avrebbe detto mai
- 1985 - Ladro per amore/Sweet persuasion (Polydor, 883 253 7)
- 1985 - Carissimo John Taylor/Play with fire (Polydor, 883 516 7)
- 1988 - Come i giorni di settembre/Dal silenzio sulla vita (Five Record, FM 13191)
- 2013 - Una nuova lacrima (ThisPlay Music)
- 2017 - Russian Ladies (feat. George Aaron)
- 2020 - Il garage è andato a fuoco/feat.Veronica Marchi (Azzurra Music)
- 8 settembre 2017 : Nuove canzoni italiane (Plaza Mayor Company).
- 2022 - All in Better Times (Videoradio)
- 2022 - Tournée (Videoradio)
- 2023 - Rubi il mio cuore  (Videoradio)
- 2023 -  Indiano (Videoradio)
- 2023 -  Mondo dove sei  (Videoradio)

### Con i Ro.Bo.T.
Album in studio
- 1985 - Le più belle canzoni di Sanremo
- 1987 - Cantando cantando

Singoli
- 1986 - Ma in fondo l'Africa non è lontana/Non m'innamoro più

## Partecipazioni al Festival di Sanremo
- 1964 - Una lacrima sul viso - abbinato a Frankie Laine (2º posto)
- 1965 - Se piangi se ridi - abbinato a New Christy Minstrels (1º posto)
- 1966 - Questa volta - abbinato a The Yardbirds (Non finalista)
- 1967 - Canta ragazzina - abbinato a Connie Francis (Non finalista)
- 1969 - Zingara - abbinato a Iva Zanicchi (1º posto)
- 1970 - Romantico blues - abbinato a Gigliola Cinquetti (6º posto)
- 1972 - Rimpianto (Non finalista)
- 1980 - Gelosia (Finalista)
- 1981 - Non posso perderti (Finalista)
- 1982 - Tu stai (Finalista)
- 1984 - Ancora ti vorrei (12º posto)
- 2003 - Non si cresce mai in duetto con Little Tony (16º posto)

## Filmografia

### Attore
- Una lacrima sul viso, regia di Ettore Maria Fizzarotti (1964)
- Viale della canzone, regia di Tullio Piacentini (1965)
- La più bella coppia del mondo, regia di Camillo Mastrocinque (1967)
- Donne... botte e bersaglieri, regia di Ruggero Deodato (1968)
- Zingara, regia di Mariano Laurenti (1969)
- "FF.SS." - Cioè: "...che mi hai portato a fare sopra a Posillipo se non mi vuoi più bene?", regia di Renzo Arbore (1983)

## Spot televisivi
Nel 2006 canta il jingle di un famoso spot pubblicitario televisivo, nel quale si promuove un numero telefonico a pagamento per le informazioni.
Il jingle è "La canzone del Pelotto" un riarrangiamento di "King of the road" di Roger Miller, interpretato con Mary Montesano; il coro dei bambini è quello dei Piccoli Cantori di Milano.
Nel febbraio 2010 interpreta sé stesso nello spot Nike Write the Future, cantando una canzone al capitano della nazionale di calcio Fabio Cannavaro.
Nel 2017 Bobby Solo interpreta sé stesso con un cameo nello spot di Optima Italia S.p.A.

## Doppiaggio
- Eddy e la banda del sole luminoso - Chanticleer / Re (parte cantata)
- Titanic - La leggenda continua - Fritz